# Joran

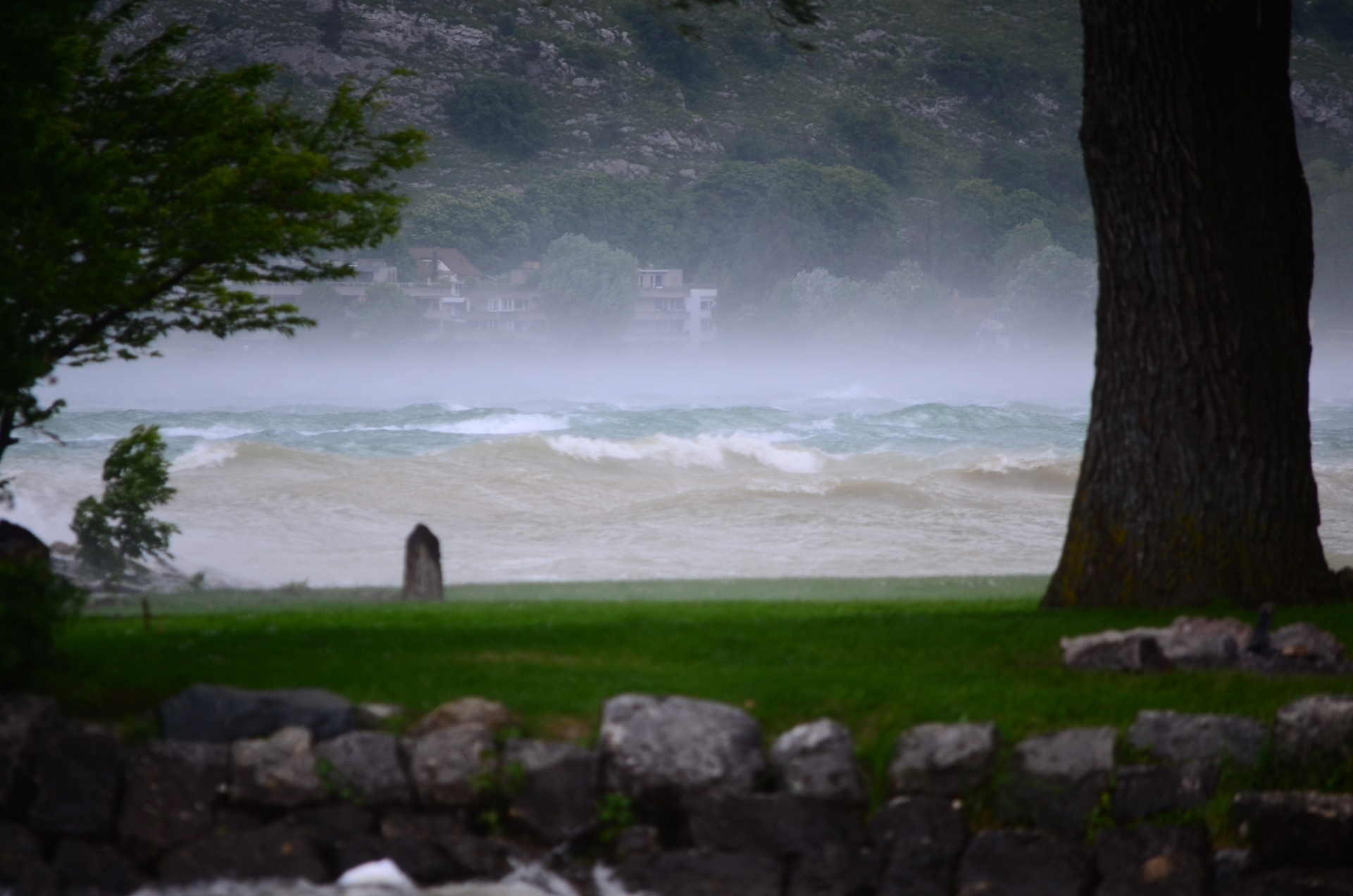
Orkanartige Windböen auf dem Bielersee

Der Joran ist ein schwacher, zuweilen auch stürmischer Wind am Südrand des Jura in der Schweiz. Die Auswirkungen des Joran betreffen das Mittelland. Es handelt sich um einen schwer vorhersehbaren Wind, der heftig insbesondere auf Genfersee, Neuenburgersee und Bielersee niedergehen kann. 

## Entstehung und Wirkung

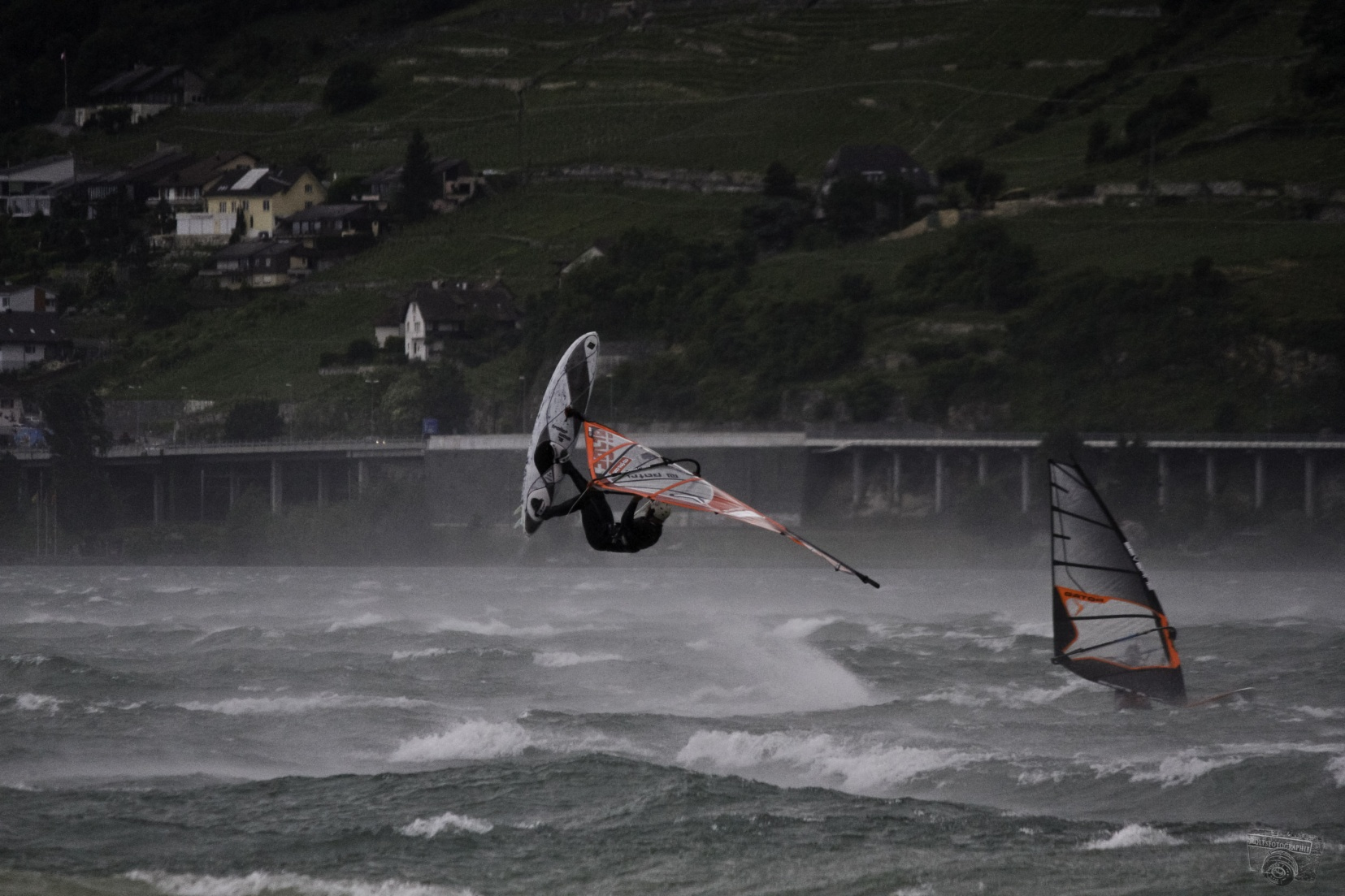
Heftiger Joranstrum verweht Windsurfer auf dem Bielersee.

Der Joran ist der thermische Fallwind, der den Jurahauptkamm in südöstlicher Richtung überstreicht.
Am Jurasüdfuss teilt sich der Wind und strömt nach Nordosten bis in die Kantone Solothurn und Aargau und nach Süden bis zum Genfersee.
Der Meteorologe Bouët (1985) unterscheidet zwei verschiedene Arten des Joran, die durch unterschiedliche Ursachen entstehen.

### Joran dynamique
Der Joran dynamique, auch Le Joran de front froid (‚Kaltfront-Joran‘) entsteht, wenn ein Tiefdruckgebiet nördlich passiert und die mitgeführte Luftmasse über die Franche-Comté auf die Höhenzüge des Jura aufsteigen muss. Diese Wetterlage entsteht meist, wenn in Nordspanien ein Hochdruckgebiet liegt oder von Schottland nach Südosteuropa eine Tiefdruckrinne besteht. Es können auch beide Wetterfronten bestehen.
Der Joran dynamique hat makroklimatische Ursachen. Er kommt in erster Linie in stürmischen Wetterlagen und bei vorbeiziehenden Störungen vor, tritt ganzjährig auf, kann mehrere Tage vorherrschen und geht einher mit Temperaturstürzen, oft tritt danach die Bise, ein starker Ostwind, auf.

### Joran statique
Der Joran statique, auch Le Joran d'orage (‚Unwetter-Joran‘) genannt, ist ein katabatischer Fallwind, der meist zwischen Mai und Juli am frühen Abend zu beobachten ist. Die Bedingungen, die zum Joran statique führen, sind bis anhin noch wenig erforscht und es existieren nur wenige Veröffentlichungen dazu.  Da der betroffene Südfuss des Jura sich über 170 km erstreckt, kann nicht von einem normalen, kleinräumigen Bergwind gesprochen werden.
Für Entstehung und Ausprägung sind bestimmte Temperatur- und Luftdruckgegensätze zwischen dem Juranordfuss und dem Jurasüdfuss ausschlaggebend. Insbesondere die Temperaturunterschiede zwischen Jurahöhen und Jurasüdfuss sind bestimmend für Stärke der Böengeschwindigkeit, wie auch die mittlere Windgeschwindigkeit. Diese werden durch die Beschattung der Jurahänge durch die sinkende Sonne am Abend, aber auch durch Bewölkung (Vorzeichen sind u. a. grosse, schwarze Cumulus-Wolken sowie Gewitter und die dadurch bedingte Abkühlung durch Niederschläge) hervorgerufen. Es ist zu vermuten, dass dieses Phänomen durch inverse Temperaturschichtungen in der Höhe verstärkt wird. Diese labilen Luftmassen in 1500–2500 m Höhe verhindern zusätzlich den vertikalen Austausch der Luftmassen. Bei Bise (Ostwind) kommt es seltener zu Joran. Nach Untersuchungen von Baki (2007) entsteht Joran statique meistens, wenn tagsüber ruhige Wetterlagen vorherrschend waren (schwachwindig oder kein Wind). 
Typischerweise beginnt er mit schweren Böen aus wechselnder Richtung, bevor er sich nach einer gewissen Zeit bei drei bis sechs Beaufort aus Nordwest verstetigt und schliesslich über den südlichen Ufern der Juraseen abklingt.

## Auswirkungen

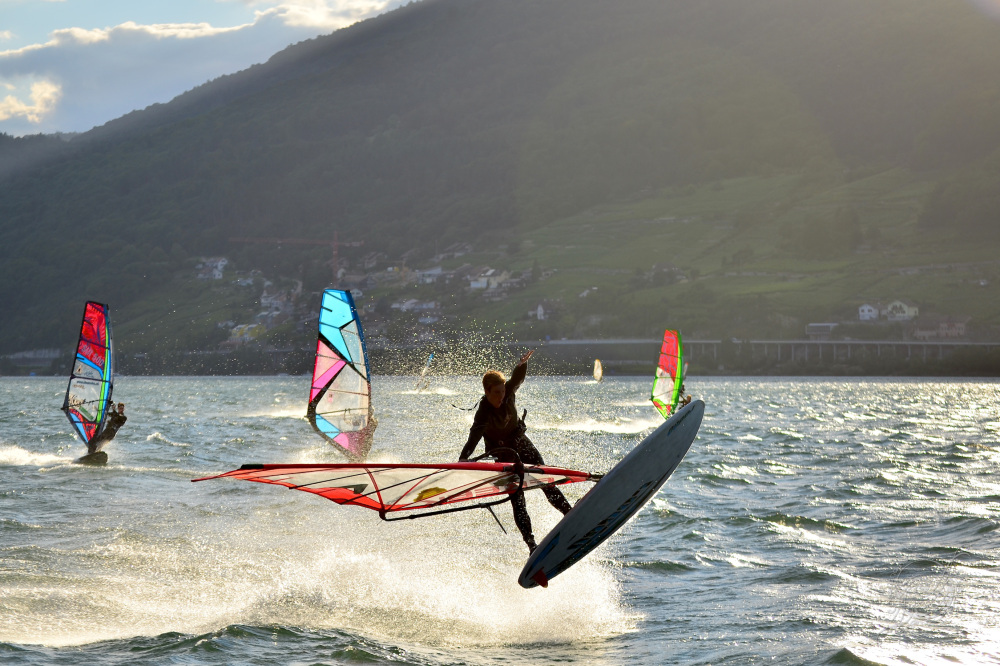
Der Bergwind beschert Wassersportlern auf den Jurasüdfuss-Gewässern öfters optimale Surf- und Segelbedingungen.

Wegen der Seltenheit und fehlendem Grundlagenwissen gibt es keine offiziellen Sturmwarnungen insbesondere für den Joran statique. Ortsfremden Wassersportlern und Sportfischern wird deshalb geraten, Berufsschiffer, ortsansässige Wassersportler und Fischer zu den lokalen Gegebenheiten zu befragen. Je nach den Gegebenheiten der Topologie können auch andere Effekte auftreten.